# Ardó
Az Ardó régi magyar név, ami az erdőóvó foglalkozásnévből rövidült helynévvé és személynévvé.

## Gyakorisága
Az 1990-es években szórványosan fordult elő, a 2000-es években nem szerepel a 100 leggyakoribb férfinév között.

## Névnapok
ajánlott névnap
- január 12.[2]